# Haplophyllum ciscaucasicum
Haplophyllum ciscaucasicum är en vinruteväxtart som först beskrevs av Franz Josef Ivanovich Ruprecht, och fick sitt nu gällande namn av Grossh. & Vved.. Haplophyllum ciscaucasicum ingår i släktet Haplophyllum och familjen vinruteväxter. Inga underarter finns listade i Catalogue of Life.